# 95/85次列车
95/85次列车，在朝鲜境内称为51/52次列车，是运行于中华人民共和国辽宁边境城市丹东至朝鲜民主主义人民共和国首都平壤的一趟国际联运旅客列车，由中国铁路及朝鲜铁路共同担当，自1954年4月1日起开行，是继K27/28次列车之后连接中国与朝鲜的第二趟国际联运列车，也是辽宁开行的首趟国际联运列车。列车沿沈丹铁路及平义线运行，在朝鲜境内跨越新义州、平安北道、平安南道、平壤四道市，全程228公里。其中丹东站至平壤站运行7小时45分，使用车次为95次（中国境内）、52次（朝鲜境内）；平壤站至丹东站运行6小时58分，使用车次为51次（朝鲜境内）、85次（中国境内）。
2020年1月30日起，因朝鲜应新冠疫情防控需要，95/85次列车临时停运。

## 概况

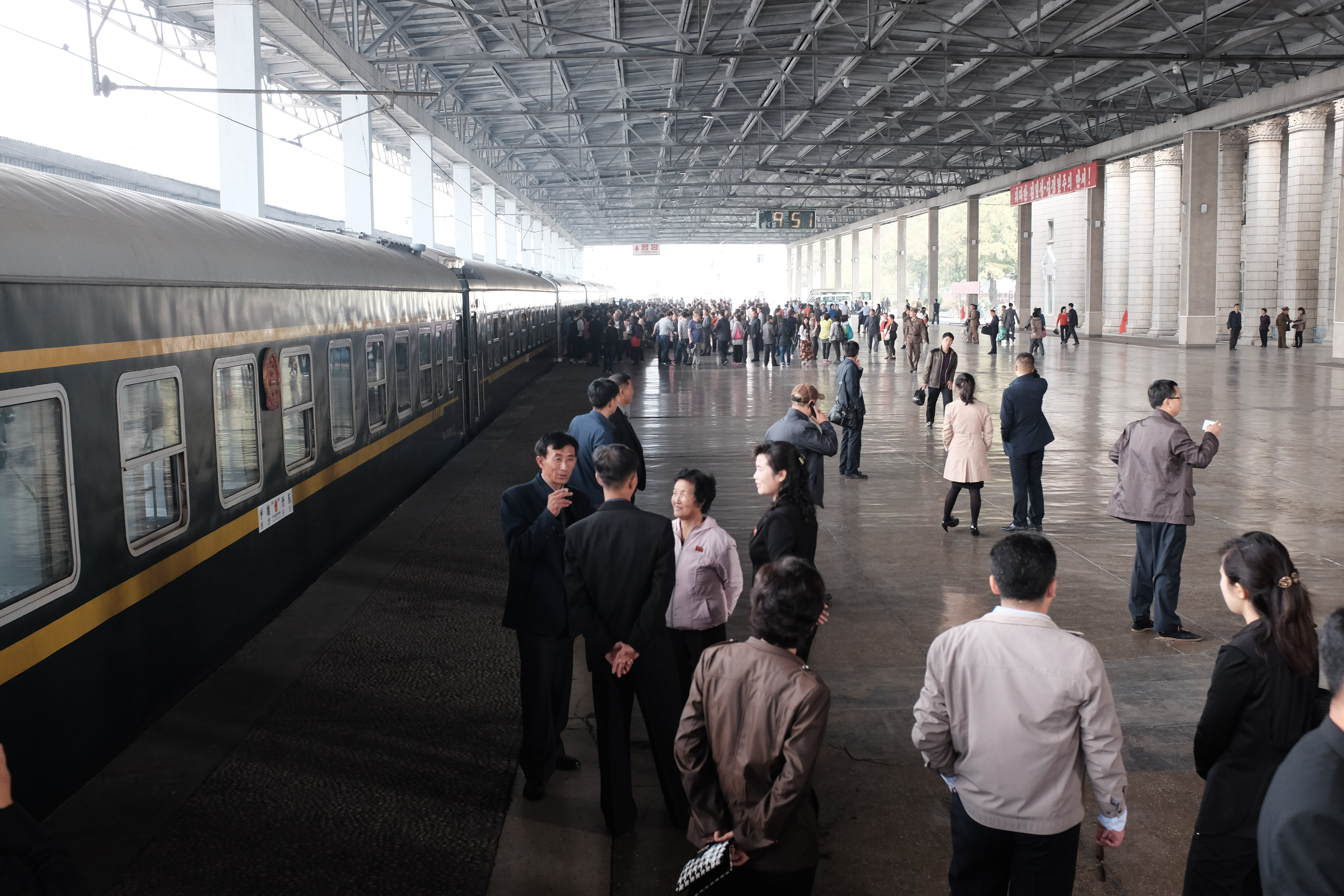
列车停靠在平壤站（2016年10月）

列车自1954年4月1日起开行，当时为隔日运行，2013年1月1日起改为每日开行，使用3至4节硬卧车厢，旅客数量多的时候，会增加到8节车厢。1980年代，该趟车每次旅客不过十多人，近年来客流量显著增加，该列车上也有普通朝鲜公民。中国边检和海关设于丹东站候车室内，乘客在上车前或下车后办理出入境手续。列车驶过中朝友谊桥（朝鲜称“朝中亲善桥”，朝鲜语：조중친선다리）后到达新义州青年站，在这里列车要停车较长时间，由朝鲜边防军人进入车厢例行检查并为乘客办理出入境手续，实际停车时间取决于巡查效率的快慢。按时刻表列车从新义州到平壤要花费4个小时，不过实际要花费6～7个小时。
2015年5月27日，沈阳铁路局开通了沈阳始发的朝鲜旅游专列。从沈阳站出发后于次日凌晨抵达丹东，游客在丹东站办理出境手续后再换乘95/85次列车进入朝鲜。

## 列车编组

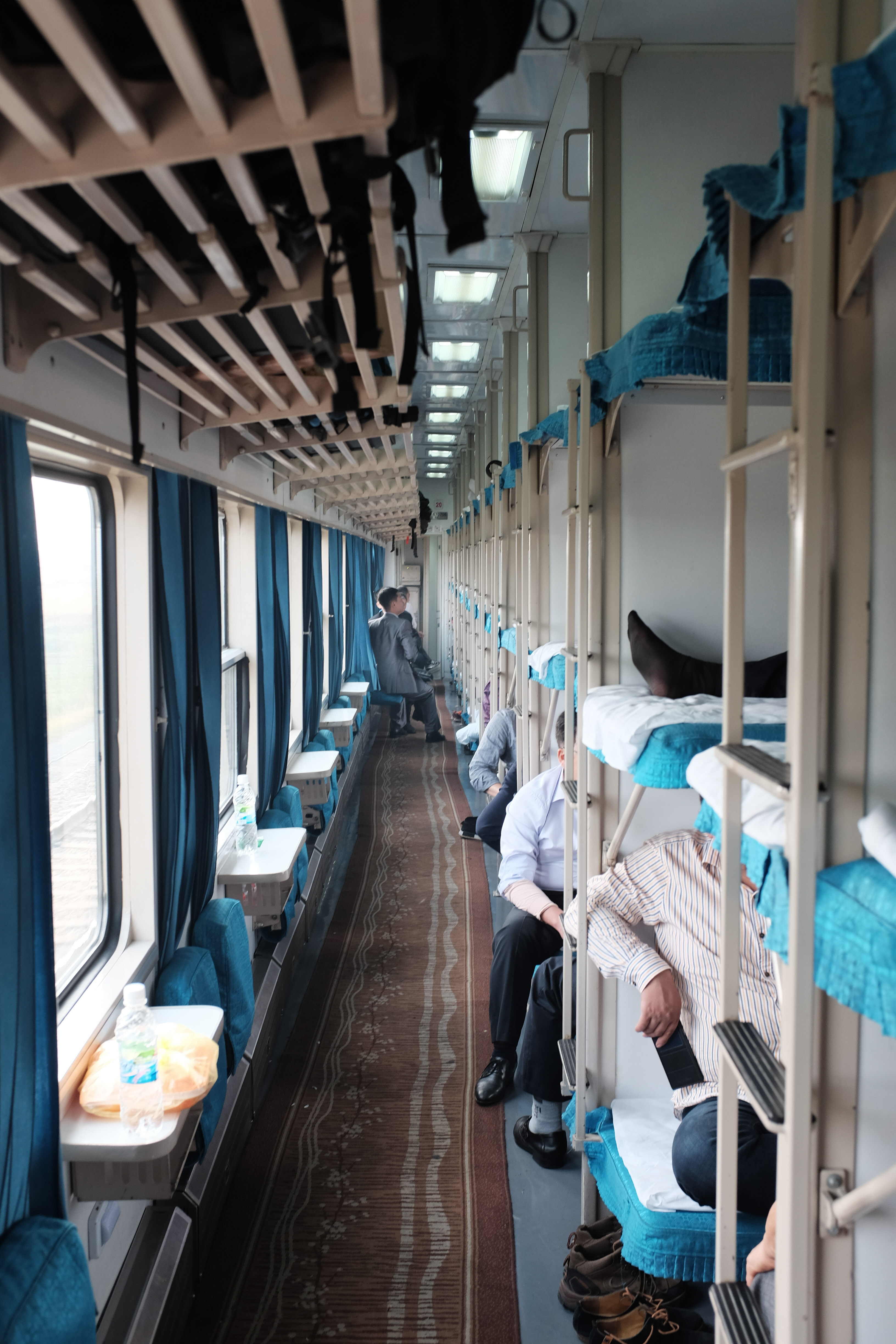
硬卧车厢内部（2016年10月）

中国铁路担当的列车使用配属沈阳局集团沈阳车辆段的中国铁路25G型客车，采取7节车厢编组，其中硬卧车5辆、空调发电车及朝鲜铁路的行李车各1辆，由沈阳客运段负责客运任务；朝鲜铁路担当的列车使用南京浦镇车辆厂以中国铁路25G型客车为蓝本制造的朝鲜铁道30型客车，采取6节车厢编组，其中硬卧车5辆（朝鲜语：일반침대30，定员66人）、行李车1辆，由平壤铁道局负责客运任务。另外，列车在丹东站将加挂或解编北京至平壤的K27/28次列车的两节卧铺车厢。
| 运行区段 | 丹东↔平壤（中国铁路） | 丹东↔平壤（中国铁路） | 丹东↔平壤（中国铁路） | 平壤↔丹东（朝鲜铁路） | 平壤↔丹东（朝鲜铁路） | 新义州↔平壤     | 新义州↔平壤   | 新义州↔平壤           |
| 车厢编号 | 无                    | 无                    | 19-23                 | 无                    | 14-18                 | 无              | 无            | 24-25                 |
| 车型     | 수하물30 行李车       | KD25G 空调发电车      | YW25G 硬卧车          | 수하물30 行李车       | 일반침대30 普通卧铺车 | 수하물30 行李车 | 식당차30 餐车 | 일반침대30 普通卧铺车 |
| 配属     | 平壤铁道局            | 沈局沈段              | 沈局沈段              | 平壤铁道局            | 平壤铁道局            | 平壤铁道局      | 平壤铁道局    | 平壤铁道局            |

## 机车交路
95/85次列车在中朝边境由沈阳铁路局苏家屯机务段或朝鲜铁路价川铁道局新义州机车队使用东风5型内燃机车（朝鲜语：내연100）担当丹东至新义州间机车交路，由苏家屯机务段丹东运用车间机车乘务员或新义州机车队司机值乘。朝鲜境内新义州至平壤由朝鲜铁路平壤铁道局平壤机车队使用东风4型内燃机车或东风4B型内燃机车（朝鲜语：내연200）担当，由平壤机车队司机值乘。
| 运行区段               | 丹东 ↔ 新义州                                       | 新义州 ↔ 平壤                                      |
| 本务机车 配属 司机更替 | 东风5型内燃机车 沈局苏段/朝鲜铁路 丹东司机/朝鲜司机 | 东风4型内燃机车 东风4B型内燃机车 朝鲜铁路 朝鲜司机 |

## 时刻表
- 注：中国与朝鲜时差为1小时（有关K27/28次列车的运行时刻，请详见K27/28次列车条目）。

| 95/52次                                                 | 95/52次 | 95/52次 | 95/52次 | 停靠站 | 85/51次 | 85/51次 | 85/51次 | 85/51次 |
| 车次                                                    | 天数    | 到点    | 开点    | 停靠站 | 到点    | 开点    | 车次    | 天数    |
| ------------------------------------------------------- | ------- | ------- | ------- | ------ | ------- | ------- | ------- | ------- |
| 95                                                      | 当天    | —       | 10:00   | 丹东   | 16:23   | —       | 85      | 当天    |
| ↑ 中国（北京时间 UTC+08:00） / （平壤时间 UTC+09:00） ↓ |         |         |         |        |         |         |         |         |
| 95/52                                                   | 当天    | 11:10   | 13:09   | 新义州 | 15:32   | 17:13   | 51/85   | 当天    |
| 52                                                      | 当天    | 14:12   | 14:29   | 东林   | 14:27   | 14:31   | 51      | 当天    |
| 52                                                      | 当天    | 15:43   | 15:53   | 定州   | 13:11   | 13:17   | 51      | 当天    |
| 52                                                      | 当天    | 18:45   | —       | 平壤   | —       | 10:25   | 51      | 当天    |